# Codrington (otok)
Otok Codrington mali je nenaseljeni otok na sjeveroistočnoj obali otoka Antigue.

## Položaj i krajolik
Otok Codrington leži na sjeveroistočnoj obali Atlantika, u zaljevu Mercers Creek Bay oko 50 metara od obale Antigue i otprilike 100 metara od grada Rooms Estate, otok nesita nalazi se točno na sjeveru — dva otoka povezana su s kopnom po grebenima. Otok Crump nalazi se na sjeverozapadu. Uvala koju otok Codrington odvaja od zaljeva Mercers Creek i nalazi se južno od otoka naziva se Lords Cove .
Otok Codrington dug je oko 400 metara i širok najviše 300 metara  sa zaljevom na zapadu s malim popratnim otočićem. Uzdiže se samo nekoliko metara iznad razine mora, prekriven je tropskim grmljem i nema plaže.

## Povijest
Otok je dobio ime po obitelji Codrington, koji su bili među vodećim plantažerima otoka, a posebno su imali Barbudu (glavni grad Barbude također je dobio ime po obitelji).
Sada je otok u vlasništvu krune. Od 2006. dio je Sjeveroistočnog pomorskog područja upravljanja (NEMMA, 78 km²), prilično nespecifičan rezervat.